# Oskar Geck

Oskar Geck

Oskar (Oscar) Geck (* 8. August 1867 in Offenburg; † 28. Mai 1928 in Mannheim) war ein deutscher Journalist, Politiker und von 1914 bis 1928 Mitglied des Reichstages.

## Leben
Geck wurde als Sohn von Carl Nikolaus Geck (1833–1915), eines Glasfabrikanten und seiner Mutter Wilhelmine, geb. Falk (1841–1918) in Offenburg geboren. Er hatte vier Geschwister. Aufgrund der demokratischen und sozialdemokratischen Tradition seiner Offenburger Großfamilie, wurde Oskar Geck bereits früh politisiert. Schon sein Großvater Jean Baptist Geck war an der Revolution von 1848 beteiligt. So wirkte er bereits als Oberschüler bei der Roten Feldpost seines Onkels Adolf Geck mit, einer Organisation zur Verbreitung – damals illegaler – sozialdemokratischer Zeitungen und Flugschriften.
Von 1874 bis 1879 besuchte Geck die Volks- und Bürgerschule und machte 1887 das Abitur am Gymnasium in Offenburg. 1887/88 absolvierte er als Freiwilliger einen einjährigen Dienst beim 5. Badischen Infanterie-Regiment Nr. 113.  Ab 1888 studierte er in Freiburg, Zürich, Straßburg und Heidelberg Rechtswissenschaften und Nationalökonomie, wenn auch ohne Abschluss. 1892 trat er der SPD bei. Ab 1894 war er als Korrespondent und Redakteur bei verschiedenen Parteizeitungen tätig.
1901 war er Schriftleiter und 1903 Redakteur der Mannheimer Volksstimme und ließ sich dauerhaft in Mannheim nieder. Ab 1905 war er für die SPD Stadtverordneter im Mannheimer Bürgerausschuss. 1907/08 erhielt er mehrere Freiheitsstrafen wegen Pressevergehens, unter anderem im sogenannten Herero-Prozess. Geck wurde zu einem engen Vertrauten des Mannheimer Reichstagsabgeordneten Ludwig Frank. Wie Frank – und noch vor ihm – gehörte er dem in Baden dominierenden pragmatisch-revisionistischen SPD-Flügel an. Nachdem Frank im Ersten Weltkrieg gefallen war, wurde Geck im Winter 1914 zu seinem Nachfolger als Abgeordneter des 11. Badischen Reichstagswahlkreises gewählt und gehörte dem Reichstag bis zu seinem Tode an. 1918 war Geck Mitglied im Vollzugsausschuss des Mannheimer Arbeiter- und Soldatenrats, 1919/20 wurde er Mitglied der verfassungsgebenden Nationalversammlung in Weimar.

## Privates
Geck war Alt-Katholik. Er heiratete im Jahr 1905 Fanny (1879–1977), die Tochter des jüdischen Kantors Isidor Baer aus Offenburg und hatte zwei Kinder. Er ist auf dem Hauptfriedhof Mannheim begraben worden, das Ehrengrab findet sich am rechten Rand des Grabfeldes II.